# Tonghaikou (köpinghuvudort i Kina, Hubei Sheng, lat 30,20, long 113,15)
Tonghaikou (kinesiska: 通海口, 通海口镇) är en köpinghuvudort i Kina. Den ligger i provinsen Hubei, i den centrala delen av landet, omkring 120 kilometer väster om provinshuvudstaden Wuhan. Antalet invånare är 44 935. Befolkningen består av 21 723 kvinnor och 23 212 män. Barn under 15 år utgör 14,0 %, vuxna 15-64 år 75 %, och äldre över 65 år 10,0 %.
Runt Tonghaikou är det tätbefolkat, med 356 invånare per kvadratkilometer. Närmaste större samhälle är Chenchang, 8,5 km nordväst om Tonghaikou. Trakten runt Tonghaikou består till största delen av jordbruksmark.
Genomsnittlig årsnederbörd är 1 462 millimeter. Den regnigaste månaden är maj, med i genomsnitt 197 mm nederbörd, och den torraste är december, med 25 mm nederbörd.